# 07-Ghost
07-Ghost (セブンゴースト?) es un manga japonés creado e ilustrado por Yuki Amemiya y Yukino Ichihara. Una adaptación a serie anime se estrenó en abril de 2009 y fue producida por Studio Deen.

## Argumento
Cuenta la historia de Teito Klein, un huérfano y ex-esclavo que se convirtió en el mejor estudiante de la academia militar del Imperio de Barsburg debido a su manejo con el Zaiphon, un tipo de poder sobrenatural. Esta habilidad es muy rara de ver, por lo tanto es muy apreciada. Teito está amnésico, y sólo mediante unos sueños que tiene, puede averiguar algo de su pasado.
Después de estar un año en la academia, Teito tiene que hacer el examen de graduación, el cual aprueban 1 de cada 25 alumnos. La noche anterior al examen, Teito y su mejor amigo Mikage, juran que siempre se ayudarán el uno al otro. Ambos logran aprobar el examen. 
Al día siguiente, Teito entrega unos documentos a un profesor cuando escucha a un hombre llamado Ayanami, aquel que mató a su padre en sus sueños. Teito trata de atacarlo, pero rápidamente es derribado por uno de los subordinados de Ayanami y enviado a prisión.
Mikage viene a ayudarle a escapar, sólo para encontrar que Teito ha logrado combatir a los guardias por sí mismo. Los dos intentan huir del edificio, pero son acorralados en un balcón. Teito finge tener a Mikage como rehén, amenazando con matarlo y trata de escapar, cuando Ayanami envía un ataque Zaiphon, que alcanza a Teito.
Mientras escapa, tres obispos de distrito 7 llevan a Teito lesionado a la iglesia a recuperarse. Toma refugio en una iglesia donde, todavía con las cadenas, es confundido por Frau con un esclavo. Debido a la ley del "santuario", y la iglesia siendo protegida por los 7 ghost, Teito puede permanecer en la iglesia sin temor a que le encuentre el Imperio o Ayanami. 
En la iglesia Teito descubre muchos misterios sobre él, la iglesia y el Imperio mismo. El hecho de que puede estar conectado con el rey derrocado y la mística roca de dios "El ojo de Mikhael", que es un poderoso artefacto de su país de origen, el Reino de Raggs.
La trágica muerte de un ser querido lo catapulta en su búsqueda de venganza contra el Imperio Barsburg y el conocimiento de su pasado, mientras él se enreda con los dioses, Verloren, y el 07 Ghost. Amigos que se convierten en enemigos y rivales que se convierten en aliados, Teito comienza a cumplir su destino.

## Media

### Manga
Su publicación comenzó el 25 de noviembre de 2005 en la revista Gekkan Comic Zero Sum de la editorial Ichijinsha.

#### 07-Ghost Children
Desde el 25 de agosto de 2010, un spin-off del manga original, llamado 07-Ghost Children, ha sido serializado por la misma editorial. Actualmente, lleva lanzados tres tomos.

### Anime
La serie de Anime ha sido adaptada por Studio DEEN. Esta constó de 25 capítulos y fue televisada por varias cadenas japonesas:
AT-X, Chiba Television, Fukushima Central Television Co., Ltd., Hokkaido Broadcasting Co., LtdKumamoto Broadcasting, Miyagi Television Broadcasting Co., Ltd., Nankai Broadcasting Co., Ltd., Television Nishinippon Corporation, TV Aichi, TV Kanagawa, TV Saitama, TVQ Kyushu Broadcasting Co., Ltd., Yomiuri Telecasting Corporation

#### Lista de episodios
| Capítulo | Título                                                                            | Kanji                                                | Romaji                                                                        |
| -------- | --------------------------------------------------------------------------------- | ---------------------------------------------------- | ----------------------------------------------------------------------------- |
| 2        | Recuerdos nostálgicos acompañan al dolor                                          | 懐かしき記憶は痛みと共に                             | Natsukashiki Kioku wa Itami to Tomo ni                                        |
| 3        | Inocente niño mío, duerme junto a la luz                                          | 無垢なる我子よ光と眠れ                               | Mukunaru Wagako yo Hikari to Nemure                                           |
| 4        | Simplemente, orando sin descanso                                                  | ただひたすらなる祈りの果てに                         | Tada Hitasuranaru Inori no Hate ni                                            |
| 5        | Cálidas lágrimas, llenan suavemente su corazón                                    | 熱き涙、やさしく彼の心を満たし…                      | Atsuki Namida, Yasashiku Kare no Kokoro wo Mitashi...                         |
| 6        | El sendero de la justicia conduce a la luz                                        | 光に通ずる正しき道は                                 | Hikari ni Tsuusuru Tadashiki Michi wa                                         |
| 7        | El alma que fue devorada                                                          | 翼に喰われた魂は愛しい我子の夢を見る?                | Tsubasa ni Kuwareta Tamashii wa Itoshii Wagako no Yume wo Miru?               |
| 8        | El despertar del alma                                                             | 半分だけの魂が悲しき目覚めを呼び起こす               | Hanbun dake no Tamashii ga Kanashiki Mezame wo Yobi Okosu                     |
| 9        | El color de su alma...                                                            | 魂の色は永遠に…                                      | Tamashii no Iro wa Eien ni...                                                 |
| 10       | Esto es una forma de expiación                                                    | それはただひとつの償い                               | Sore wa tada Hitotsu no Tsugunai                                              |
| 11       | ¡La expiación de seres queridos es...!                                            | (愛しき者への償いは…                                 | Itoshiki Mono e no Tsugunai wa...                                             |
| 12       | La oscuridad llamada                                                              | 痛みという名の闇はひたひたと…                        | Itami to Iu Na no Yami ha Hitahita to...                                      |
| 13       | Por el camino de la luz que veo                                                   | 光ある道の先に見るものは…                            | Hikari Aru Michi no Saki ni Miru Mono ha...                                   |
| 14       | Una razón para pelear juntos                                                      | 共に戦う理由…戦友と呼ばれる資格                      | Tomo ni Tatakau Riyuu... Senyuu to Yobareru Shikaku                           |
| 15       | Ese día, yo estaba con él                                                         | の日、確かに彼といた                                 | Ano Hi, Tashika ni Kare to Ita                                                |
| 16       | La verdad yace en el oscuro abismo, donde la luz no puede llegar                  | 真実は光の届かぬ闇の底に                             | Shijitsu ha Hikari no Todokanu Yami no Soko ni                                |
| 17       | La familia con alas de la oscuridad, envuelta en la miseria, desciende            | 闇の翼の眷属は、不幸を纏い、舞い降りる               | Yami no Tsubasa no Kenzoku wa, Fukou Matoi, Mai Oriru                         |
| 18       | Aquel que debe ser perdonado se ahoga en la oscuridad, aquel que lo ama, se llena | 赦さざる者闇に溺れ…愛する者は涙に濡れる              | Yurusazaru Mono Yami ni Obore... Aisuru Mono wa Namida ni Nureru              |
| 19       | El unilateral y aún destructible amor, se encuentra a sí mismo                    | まじわらぬ愛、されど消えぬ愛の行く末は…              | Majiwarenu Ai, Saredo Kienu Ai no Yuku Sue wa...                              |
| 20       | Ambos ofrecen un réquiem                                                          | ふたりで捧げるレクイエム                             | Futari de Sasageru Rekuemu                                                    |
| 21       | Por consiguiente, pasas a través de la puerta de los derrotados                   | なぜゆえに、汝、敗者の扉をくぐる…                    | Nazeyue ni, Shi, Haisha no Tobira wo Kuguru...                                |
| 22       | Guiado por la luz en las profundidades del agua, el espía                         | 水底の光に導かれ、覗きしものは…                      | Suitei no Hikari ni Michibikare, Nozokishi Mono wa...                         |
| 23       | Más allá de la oscuridad del corazón                                              | 心の闇のその先に                                     | Kokoro no Yami no Sono Saki ni                                                |
| 24       | La justicia de aquellos quienes carecen de amor...                                | 愛無き者の正義はいずこに…。闇に奪われし心よ、永遠に… | Ai Naki Mono no Seigi wa Izuko ni... Yami ni Ubawareshi Kokoro yo, Eien ni... |
| 25       | El corazón es guiado por la verdad repetida al otro lado                          | 真実は幾重にも連なる心の彼方に…                      | Shinjitsu wa Ikue ni mo Tsuranaru Kokoro no Achira ni...                      |

## Terminología
Zaiphon: Es la "magia" del mundo de 07 Ghost, es la habilidad de convertir la energía vital de las emociones fuertes en poder. Generalmente el Zaiphon se representa con palabras, aunque algunas personas pueden usar armas para canalizarlo. Son muy escasos los que poseen la habilidad de usar el Zaiphon y se cree que están bendecidos por Dios. Las capacidades de cada usuario son diferentes, y en muchos casos, reflejan su naturaleza. El Zaiphon se suele clasificar en tres tipos:
- Zaiphon de curación: Las personas con Zaiphon de curación pueden curar heridas o transferir su Zaiphon a otros. Los personajes que usan este tipo son Labrador, el Asistente Arzobispo Bastien, Ouka y Capella.
- Zaiphon ofensivo: Las personas con Zaiphon ofensivo pueden atacar y defenderse. Los personajes que usan este tipo son Teito, Mikage, Ayanami, Hakuren, Frau y Capella.
- Zaiphon de manipulación: Las personas con Zaiphon de manipulación son muy escasas y pueden mover objetos. Castor usa este tipo.

Es posible aprender a usar más de un tipo de Zaiphon, sin embargo son muy pocos los que lo logran.
Hay una gran variedad de armas para canalizar el Zaiphon, la más común es conocida como el baculo . Con ella se puede cannalizar el Zaiphon y usarlo para diferentes propósitos que varían según el tipo de Zaiphon.